# Leșniv, Brodî
Leșniv (în ucraineană Лешнів) este localitatea de reședință a comunei Leșniv din raionul Brodî, regiunea Liov, Ucraina.

## Demografie
Componența lingvistică a localității Leșniv
     Ucraineană (99,3%)
     Alte limbi (0,7%)
Conform recensământului din 2001, majoritatea populației localității Leșniv era vorbitoare de ucraineană (99,3%), existând în minoritate și vorbitori de alte limbi.